# Walter Bricht

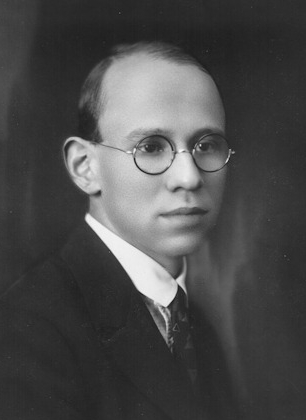
Walter Bricht (um 1920)

Walter Bricht (geboren 21. September 1904 in Wien; gestorben 20. März 1970 in Bloomington, Indiana) war ein österreichisch-amerikanischer Pianist, Komponist und Musikpädagoge.

## Leben und Wirken

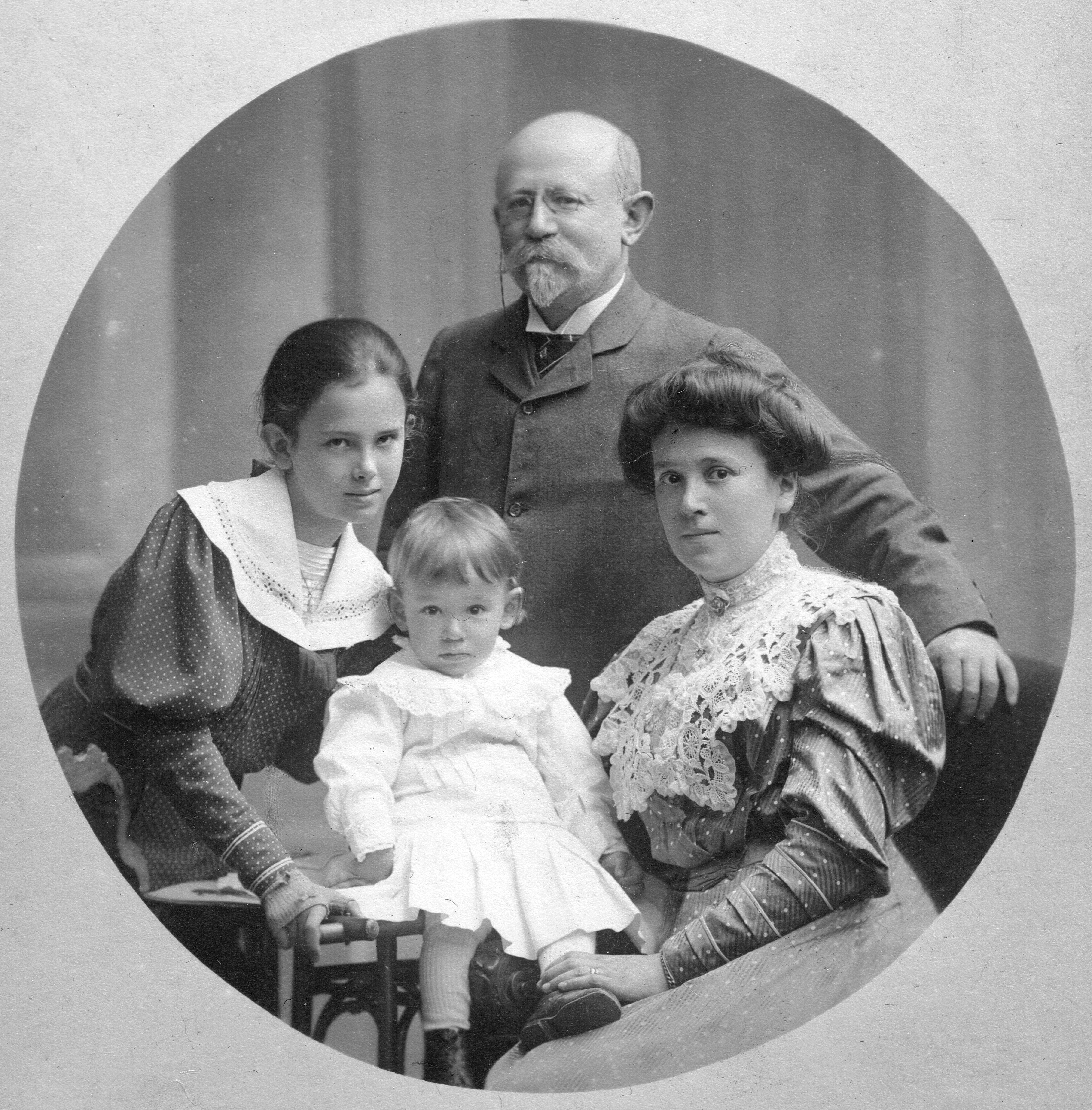
Walter Bricht (Mitte) mit Schwester Franziska und den Eltern Agnes und Vater Balduin Bricht, um 1906

Bricht war der Sohn von Balduin Bricht, der als Musikkritiker bei der Oesterreichischen Volkszeitung in Wien arbeitete, und der Konzertsängerin und Pianistin Agnes Bricht-Pyllemann. Er erhielt seinen ersten Klavierunterricht im Alter von vier Jahren bei seiner Mutter und begann mit zwölf Jahren, Klavierstücke und Lieder zu komponieren. Er absolvierte sein Studium an der Wiener Musikakademie bei Franz Schmidt, das er 1928 mit Abschlüssen in Komposition, Dirigieren und Klavier beendete.
Anschließend unterrichtete Bricht von 1931 bis 1938 am Wiener Volkskonservatorium sowie außerdem von 1934 bis 1938 Gesang, Klavier und Komposition an den Horak-Schulen in Wien. Die meisten seiner Kompositionen stammen aus dieser Zeit. In der Zeit des Nationalsozialismus musste Bricht 1938 wegen seiner jüdischstämmigen Großeltern Österreich verlassen. Zwar hatte Adolf Hitler ihm einen „Arier-Ehrenstatus“ angeboten, allerdings unter der Bedingung, dass er die NSDAP unterstützen würde.
Bricht emigrierte stattdessen in die USA, ließ sich in New York City nieder und arbeitete als Lehrer, Kirchenorganist und Klavierbegleiter. 1939 trat er in die Fakultät des Mason College of Music in Charleston (West Virginia) ein und wurde im folgenden Jahr Leiter der Musikabteilung. 1944 kehrte Bricht nach New York zurück, wo er bis 1963 lehrte, und unterrichtete zudem in Washington Mitglieder des Chores der U.S. Army.
1963 wurde Bricht Professor an der Indiana University School of Music, wo er zunächst Klavier und Meisterklassen für Tasteninstrumente unterrichtete, ab 1967 ausschließlich Gesang und Liedliteratur. In dieser Zeit schrieb er die Sonate für Flöte und Klavier (1964), die Chaconne für Streichquartett (1967) und das Trio für Flöte, Cello und Klavier (1968). Im Jahr 1967 wurde ein seinen Kompositionen gewidmetes Konzert an der Indiana University School of Music veranstaltet, das großen Beifall fand.

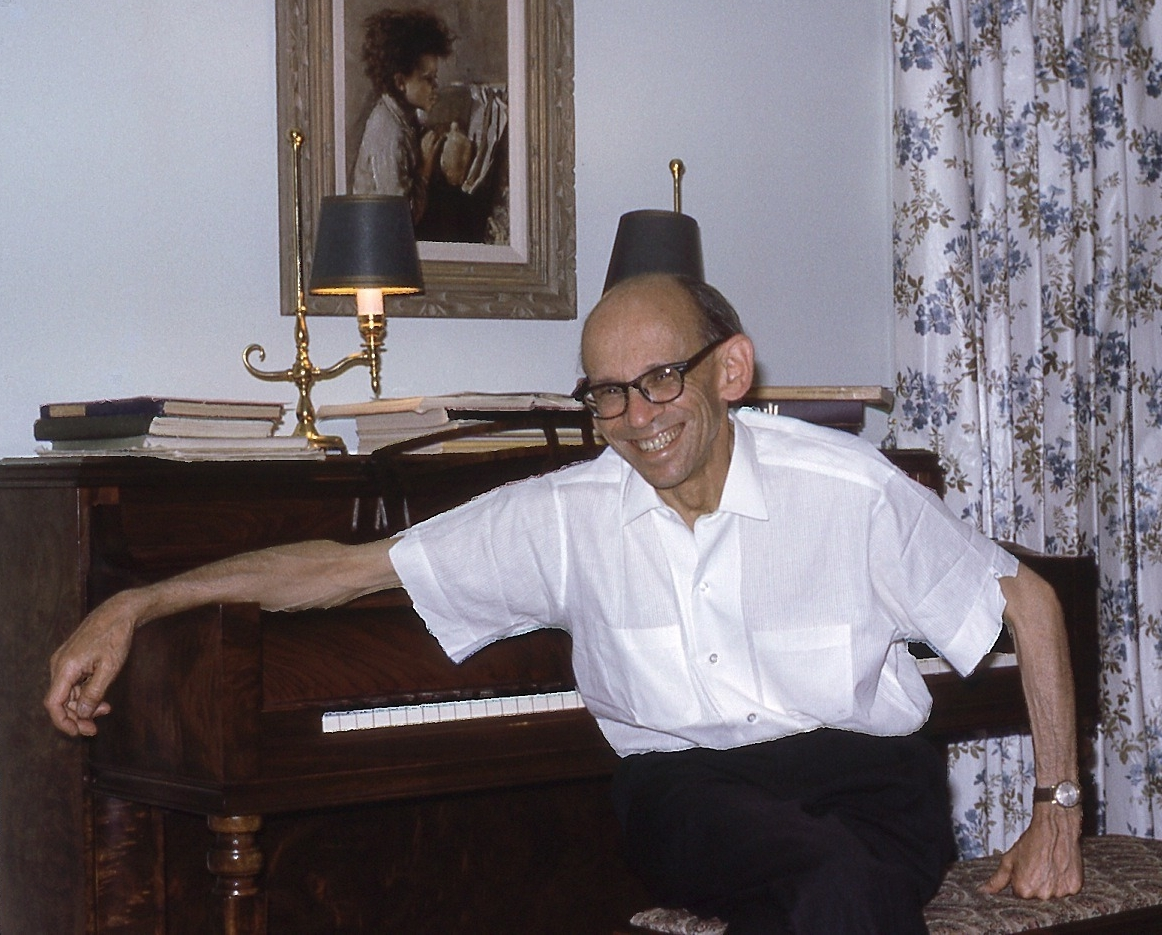
Walter Bricht (1960er Jahre)

Mitte der 1960er Jahre wurde bei Bricht ein Emphysem diagnostiziert, das 1970 zu seinem Tod führte; bis zuletzt hatte er an der Indiana University unterrichtet.

## Privates
Bricht war in erster Ehe mit der Pianistin Natascha Kugel (1905–1988) verheiratet, die 1940 den Cellisten Fritz Magg heiratete.
Eine weitere Ehe ging er mit der Violin-Professorin Donna Kuhn ein, die er während seiner Tätigkeit in Charleston kennengelernt hatte. Aus der Ehe stammten die Töchter Dana Eve und Wendy Diane.

## Kompositionen
Brichts Musik ist charakteristisch für die deutsche Spätromantik und umfasst zahlreiche Chorwerke, Lieder, Sonaten, Kammermusik und symphonische Werke.

### Kompositionen mit Opusnummer
- Op. 1: Suite in G Dur für Klavier (Datum unbekannt)
- Op. 2: Variationen in D Dur über ein eigenes Thema für zwei Klaviere (1925)
- Op. 3: Klaviersonate I in G Moll (1925–1926)
- Op. 4: Klavierkonzert I in F Dur (Datum unbekannt)
- Op. 5: Sieben Lieder für Gesang und Klavier (1926–1928)
- Op. 6: Zwei Lieder für Gesang und Klavier (1922)
- Op. 7: Klaviersonate II in E Moll (1926)
- Op. 8a: Kleine Variationen in A Moll für Klavier (Datum unbekannt)
- Op. 8b: Kleine Variationen in C Moll für Klavier (Datum unbekannt)
- Op. 9: Zehn nächtliche Lieder für Gesang und Klavier (1926–1932)
- Op. 10: Klaviersonate III in A Moll („Die Grosse“) (1927)
- Op. 11: Fünfzehn kleine Lieder für Gesang und Klavier (1926–1933)
- Op. 12: Klaviersonate IV in Fis Moll (1928)
- Op. 13: Kleine Klavierstücke (1926–1927)
- Op. 14: Streichquartett I in H Moll (1928)
- Op. 15: Zwei Mazurken für Klavier (1928)
- Op. 16: Klaviersonate V in D Moll (1929)
- Op. 17: Klavierkonzert II in A Moll (1929)
- Op. 18a: Verwehte Blätter, für Klavier (1926–1927)
- Op. 18b: Verwehte Blätter: Acht kleine Stücke für Orchester (im Zusammenhange aufzuführen) (1932)
- Op. 19: Zwei Elementarphantasten für fünfstimmigen/sechsstimmigen Männerchor und grosses Orchester (1930)
- Op. 20: Klaviersonate VI in A Moll („Kleine“) (1930)
- Op. 21: Drei Lieder für Gesang und Klavier (Datum unbekannt)
- Op. 22: Variationen in Fis Moll über ein Thema von Franz Schmidt für Orgel (1931)
- Op. 23: Kleine Tanzstücke für Klavier (1926–1927)
- Op. 24: Vier Lieder für Gesang und Klavier (29. August 1930)
- Op. 25: Symphonische Suite in A Moll für großes Orchester (1931)
- Op. 26: Zwei Lieder für Gesang und Klavier (1932)
- Op. 27: Variationen und Fuge in Cis Moll über ein eigenes Thema für Orgel (1932)
- Op. 28: Fünf Lieder für Gesang und Klavier (1932)
- Op. 29: Suite in G Moll für Gesang und Klavier (1932)
- Op. 30: Vier Klavierstücke für die linke Hand allein (1933)
- Op. 31: Drei Lieder für Gesang und Klavier (1932)
- Op. 32: Streichquintett in D Moll (1933)
- Op. 33: Symphonie in A Moll für großes Orchester (1934)
- Op. 34: Sonate in A Moll für Violoncello und Klavier (1936)
- Op. 35: Fünf Lieder für Gesang und Klavier (1935)
- Op. 36: Streichquartett II in A Moll (1935)
- Op. 37: Das grosse Halleluja für Männerchor, Orgel, 4 Hörner, 3 Trompeten, 3 Posaunen, Basstuba, Pauken und Becken (1937)
- Op. 38: Possibly the missing Sonate für Klavier (um 1938)
- Op. 39: Klaviersonate VII in E dur (4. August 1940)
- Op. 40: Variations in F Major on an Old German Children's Song for Pianoforte (left hand alone), Flute (or Violin), and Violoncello (1942)

### Kompositionen ohne Opusnummer
- Ohne Op. 1: Zwei Lieder für Gesang und Klavier (1919)
- Ohne Op. 2: Zwei Lieder für Gesang und Klavier (1921)
- Ohne Op. 3: Elf Lieder für Gesang und Klavier (1922)
- Ohne Op. 4: Drei Lieder für Gesang und Klavier (Datum unbekannt)
- Ohne Op. 5: Zwei Lieder für Gesang und Klavier (1923/24)
- Ohne Op. 6: Praeludium, Intermezzo, und Finale in Cis Dur für Orgel (1925)
- Ohne Op. 7: Zwei Lieder für Gesang und Klavier (1926)
- Ohne Op. 8: Bruchstücken für Klavier (1926–1927?)
- Ohne Op. 9: Einrichtung, Satz 3, Streichquartett I in H Moll, für Klavier (1928)
- Ohne Op. 10: Duett-Variationen über „Ein Männlein steht im Walde“ für Gesänge und Klavier (1931)
- Ohne Op. 11: Duett für Gesänge und Klavier (1931)
- Ohne Op. 12: Duett-Bruchstücke für Gesänge und Klavier (1931)
- Ohne Op. 13: Herbst, für gemischten Chor a cappella (1932)
- Ohne Op. 14: Die Suchenden für 6-stimmigen Männerchor a cappella (1932)
- Ohne Op. 15: Phantasie in C Dur über Themen aus Gounod's „Faust“ für Klavier (linke Hand allein) (1936)
- Ohne Op. 16: Phantasie in A Dur über Themen aus Strauss' "Fledermaus" für Klavier (linke Hand allein) (1937)
- Ohne Op. 17: Fünf Lieder für Sopran mit Begleitung von Streichquartett (1937)
- Ohne Op. 18: Vier Lieder für Gesang und Klavier (1940)
- Ohne Op. 19: Four Songs for Voice and Piano (25. Dezember 1940)
- Ohne Op. 20: Chorale Prelude on the Hymn "For the Beauty of the Earth" for Organ (Datum unbekannt)
- Ohne Op. 21: Fragments for Organ (Datum unbekannt)
- Ohne Op. 22: Quintet in A Minor for Piano and Strings (1952)
- Ohne Op. 23: Sonata for Flute and Piano (1964)
- Ohne Op. 24: Chaconne for String Quartet (1967)
- Ohne Op. 25: Trio for Flute (alternating with Alto Flute and Piccolo), Violoncello, and Piano (1968)